# Hochwasser-Medaille 2002 (Niedersachsen)

Grafische Darstellung der Hochwasser-Medaille 2002

Amtlicher Verleihungsvordruck für die Hochwasser-Medaille 2002

Die Hochwasser-Medaille 2002 (Niedersachsen) wurde am 26. November 2002 von der damaligen Niedersächsischen Landesregierung als Zeichen dankbarer Anerkennung für die außergewöhnliche Hilfeleistung zahlreicher Einsatzkräfte und freiwilligen Helfer bei der Hochwasserkatastrophe 2002 als staatliche Auszeichnung für das Bundesland Niedersachsen gestiftet. Dabei bezieht sich der Stiftungszweck auf Einsatzorte in den Landkreisen Lüneburg, Lüchow-Dannenberg, Harburg und in der Samtgemeinde Horneburg.

## Stiftungsinhalt

### Stiftungszweck
Die Hochwasser-Medaille 2002 wird vom Ministerpräsidenten an all diejenigen verliehen, die bei der Hochwasserbekämpfung auf niedersächsischen Landesgebiet tätige Hilfe geleistet haben.

### Form, Beschaffenheit und Tragweise der Medaille
Die aus Bronze bestehende Medaille mit einem Durchmesser von 35 mm zeigt auf ihrer Vorderseite mittig das erhaben geprägte Landeswappen von Niedersachsen, welches von der Umschrift: LAND NIEDERSACHSEN * HOCHWASSER 2002 umschlossen ist. Die Rückseite zeigt im oberen zwei Drittel die Worte: In Dankbarkeit und Anerkennung Unter dem Schriftzug ist die stilisierte Darstellung einer helfenden Hand und Flutwellen abgebildet worden. Getragen wird die Medaille an einem roten Band mit schmalen weißen Streifen auf der linken oberen Brustseite. Sie kann auch in verkleinerter Form getragen werden.

### Verleihungsprozedere
Die Medaille geht mit Aushändigung in das Eigentum des Beliehenen über. Er erhält zudem eine Verleihungsurkunde. Uniformträger erhalten zusätzlich zur Medaille in den Farben des Ordensbandes eine Bandschnalle mit verkleinerter aufgesetzter Miniatur der Vorderseite der Medaille.

## Durchführungsverordnung

### Verleihungsvoraussetzungen
Für die Verleihung der Hochwasser-Medaille 2002 wird eine tätige Hilfeleistung bei der Hochwasserbekämpfung auf niedersächsischen Gebiet vorausgesetzt. Die Hilfe muss im sachlichen und zeitlichen Zusammenhang mit den Hochwasserkatastrophen im Sommer 2002 in den Landkreisen Lüneburg, Lüchow-Dannenberg, Harburg oder in der Samtgemeinde Horneburg stehen sowie als aktiver persönlicher Einsatz vor Ort geleistet werden. Die Hochwasser-Medaille wird grundsätzlich für einen mindestens ganztägigen Einsatz verliehen. Eine kürzere Hilfeleistung kann für die Verleihung dann genügen, wenn aufgrund der Art und der Umstände des persönlichen Einsatzes der oder des Hilfeleistenden die Verleihung einer Medaille gerechtfertigt erscheint. Auch ein im Rahmen einer beruflichen Tätigkeit (z. B. Polizei oder hauptberuflicher Feuerwehr) sowie gegen Entgelt geleisteter Einsatz ist in der Regel als Hilfeleistung anzusehen. Davon kann aber abgesehen werden, wenn der Hilfeleistende auf die Verleihung verzichtet oder aus sonstigen Gründen die Verleihung der Medaille nicht gerechtfertigt erscheint.

### Verfahrensregelungen
Als zuständige Stelle für die Zusammenstellung und Prüfung der Verleihungsvorschläge wird die Bezirksregierung in Lüneburg bestimmt. Vorschlageberechtigte Stellen, die zur Verleihung der Medaille führen sollen sind:
- a) die Hilfs- und Rettungsorganisationen, beteiligter Streitkräfte, staatliche Behörden, Dienststellen, Schulen usw. für ihre Angehörigen,
- b) die Landkreise und Gemeinden für ihre Bediensteten einschließlich der Mitglieder der Feuerwehren sowie für sonstige Helfer.

Die Anregungen sind sodann bei dem Landkreis einzureichen, in dessen Gebiet die Hilfe geleistet wurde. Dabei sollen Doppelverleihungen möglichst vermieden werden. War ein Helfer in mehreren Landkreisen eingesetzt, so hat der Landkreis die Anregung einzureichen, in dessen Gebiet der Helfer zuerst Hilfe geleistet hat. Die Anregungen sind nicht im Einzelfall zu begründen, sie ist allgemein zu halten. Die Landkreise prüfen auch in eigener Zuständigkeit, ob die Verleihungsvoraussetzungen erfüllt worden sind, bei Zweifelsfällen sollen sie großzügig verfahren. Nach Prüfung legen die Landkreise sodann die Anregungen (listenförmig) der Vorschlagestelle in Lüneburg vor.
Die Vorschlagestelle prüft daran im Anschluss die Anregungen und sorgt dafür, dass etwaige offensichtliche Mängel behoben werden. Aufgrund der Anregungen legte diese dann mit Ministerium die Verleihungsvorschläge ebenfalls listenmäßig mit folgenden Angaben vor:
- a) Familienname,
- b) Vorname,
- c) Geburtsdatum,
- d) Wohnadresse,
- e) Organisation/Truppenverband/Behörde,
- f) ggf. Funktion/Dienstgrad.

Im Anschluss daran teilt das Ministerium des Innern der Bezirksregierung Lüneburg die Namen der Helfer mit, denen der Ministerpräsident die Hochwasser-Medaille 2002 verliehen hat. Das Ministerium versendet neben seinen Entscheid, auch die Medaillen und die Verleihungsurkunden an die Bezirksregierung Lüneburg. Diese veranlasst dann die Aushändigung gegenüber den antragsberechtigten Stellen.

## Sonstiges
Neben dem Bundesland Niedersachsen haben auch weitere betroffene Bundesländer Auszeichnungen für die Helfer der Jahrhundertflut gestiftet. Dies waren:
- Sächsischer Fluthelferorden
- Elbeflut-Medaille des Landes Brandenburg (2002)
- Hochwasser-Medaille des Landes Sachsen-Anhalt 2002
- Medaille des Berliner Senats
- Flut-Ehrenzeichen 2002 des Landes Schleswig-Holstein
- Hamburgische Dankmedaille (Elbe-Hochwasserkatastrophe 2002)